# Hotel im. Jana Pawła II we Wrocławiu

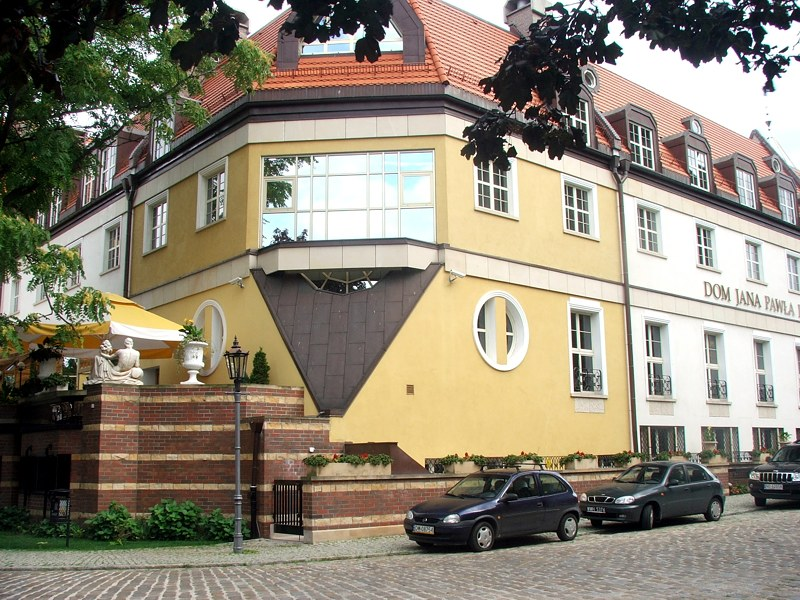
Widok na taras restauracji

Hotel im. Jana Pawła II we Wrocławiu – budynek hotelowy w północnej części Ostrowa Tumskiego we Wrocławiu, usytuowany w kompleksie zabudowań Wrocławskiej Kurii Metropolitarnej przy ul. św. Idziego 2, tuż przy Ogrodzie Botanicznym Uniwersytetu Wrocławskiego, będący własnością Caritas. W obecnej postaci budynek powstał w latach 2001–2002.

## Architektura
Trójkondygnacyjny obiekt znajduje się na wschód od kościoła św. Krzyża i św. Bartłomieja, w miejscu kilku kamienic, zniszczonych w czasie II wojny światowej, a następnie nieodbudowanych. W latach 80. XX wieku z inicjatywy kardynała Henryka Gulbinowicza rozpoczęto w tym miejscu budowę nowoczesnej biblioteki archidiecezjalnej, mającej skupiać zbiory kościelne, jak również stanowić ośrodek kulturalny katolickiej inteligencji. Budynek wedle projektu architektów Romana Grudzieckiego, Leszka Konarzewskiego i Stanisława Lose miał być zorganizowany wokół czworobocznego dziedzińca. Po wykonaniu fundamentów w początku lat 90. XX wieku prace przerwano.
W końcu lat 90. zdecydowano się wykorzystać istniejące fundamenty i wznieść pięciogwiazdkowy hotel, określany roboczo jako Hotel Pielgrzym - według nowego projektu architektów Marka Dziekońskiego (znanego przede wszystkim jako autor rotundy Panoramy Racławickiej) i Anny Bartoszewskiej. 
Inwestorem i właścicielem obiektu jest organizacja charytatywna – Caritas Archidiecezji Wrocławskiej. Bryła obiektu spotkała się z bardzo różnym odbiorem – hotel został wyróżniony w ministerialnym konkursie Budowa Roku 2002, jednocześnie nowy obiekt wywołał ostrą krytykę ze strony części środowisk profesjonalnych, jak również mieszkańców miasta. Kontrowersyjna architektura obiektu łączy w sobie kubaturę i elewację zbliżoną do konserwatywnych nurtów architektury (spadzisty dach, cokół, regularnie rozmieszczone, nieduże okna ze szprosami, jednak ze stolarką okienną z tworzyw sztucznych) z formalnym przepychem w stylu postmodernizmu amerykańskich budynków komercyjnych we wnętrzu. Lobby hotelu zlokalizowane jest w centralnym, przekrytym dziedzińcu z przeszklonymi windami i mini-ogrodem. Do budynku prowadzi przekątnie zorganizowane wejście ze skomplikowanym systemem ramp, ozdobione herbem Jana Pawła II i herbem papieskim. Uzupełnieniem centrum hotelowo-konferencyjno-gastronomicznego jest niewielka kapliczka usytuowana na parterze, w głębi dziedzińca. W budynku działa także urząd pocztowy. Kubatura hotelu wynosi 32 tys. m³, a powierzchnia całkowita około 7 200 m².
Hotel został otwarty 8 października 2002 i poświęcony przez kard. Angelo Sodano.

## Nazwa i kontrowersje wokół reklamy
Kontrowersje zapewne większe niż wywołane przez architekturę obiektu wiążą się z jego nazwą oraz z połączeniem symboliki religijnej z elementami komercyjnymi. Będący kościelną własnością hotel prowadzi intensywną kampanię reklamową na billboardach i w Internecie, wykorzystując herb i imię papieża. Wątpliwości, co do granic dopuszczalności reklamy, budzi również zestawienie poważnej symboliki religijnej (herb papieski, tiara, Krzyż) z atrybutami, które powszechnie uważa się za komercyjne i luksusowe (drogie wina, wysoki standard hotelu itp.). Kameralna kaplica znajduje się w bocznej części budynku, charakteryzuje się prostym i współczesnym wystrojem, z witrażami nawiązującym do wzorów secesyjnych połączonymi w harmonijną całość z XVII-wiecznym obrazem Matki Boskiej Bolesnej. Jest rzadko spotykanym, dogodnym rozwiązaniem dla odwiedzających Wrocław katolików, w tym kapłanów i osób konsekrowanych, którzy bez przeszkód mogą spędzać tam czas na adoracji czy brewiarzu, niezależnie od godzin otwarcia okolicznych kościołów.
Właściciel hotelu opisuje go następująco:
Niebanalna architektura koresponduje godnie z tysiącletnimi zabytkami Ostrowa Tumskiego i malowniczą zielenią Ogrodu Botanicznego. (...) Wszystko co jest związane z budową Pensjonatu Jana Pawła II miało wymowę symboliczną. Inwestycję rozpoczęto w roku Wielkiego Jubileuszu 2000 lat chrześcijaństwa i 1000-lecia Biskupstwa Wrocławskiego. Był to również rok, w którym świętowaliśmy 80. rocznicę urodzin Następcy św. Piotra, a także 50. rocznicę święceń kapłańskich Metropolity Wrocławskiego. Warto zwrócić uwagę na fakt ogłoszenia wówczas św. Andrzeja Bobolę patronem Polski.
Mimo to istnieje pogląd, że nazwa hotelu nie ma jednak nic wspólnego z osobą papieża i ma znaczenie wyłącznie marketingowe.